# Central Experimental Farm/Ferme expérimentale centrale
Das englisch Central Experimental Farm und französisch Ferme expérimentale centrale genannte Institut (direkt übersetzt etwa „Zentrale Versuchsfarm“) ist ein Landwirtschaftliches Forschungsinstitut in der kanadischen Hauptstadt Ottawa. Die gesamte Anlage ist seit 1997 als nationale historische Stätte klassifiziert, darüber hinaus sind zahlreiche Gebäude der Farm individuell denkmalgeschützt.

## Lage und Anlagen

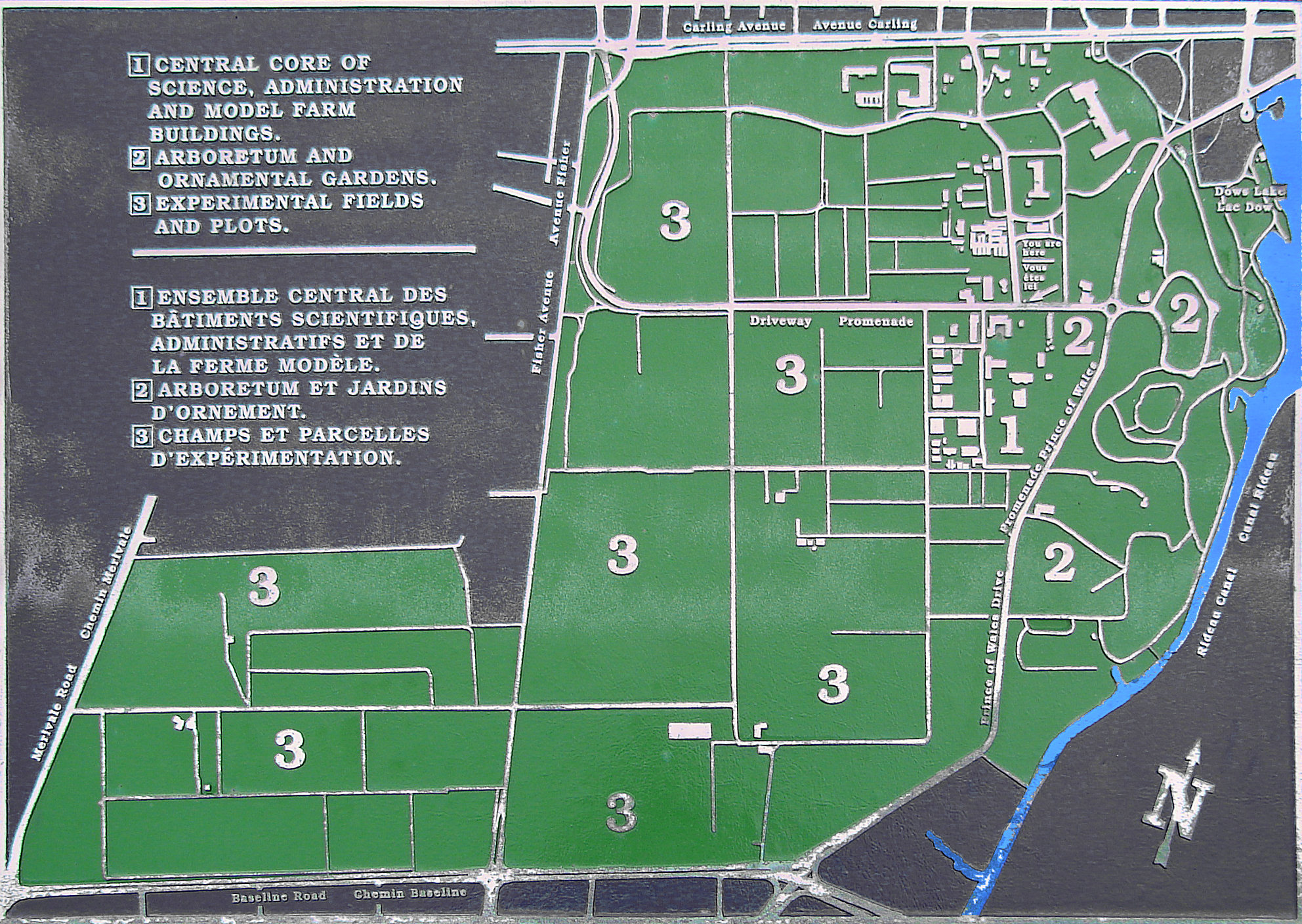
Karte der Anlage

Die Central Experimental Farm/Ferme experimentale centrale liegt etwa drei Kilometer südwestlich des Regierungsbezirks im Bezirk River/Rivière und ist vollständig von bebautem Gebiet umgeben. Nördlich dieser Farm liegen die Ortsteile Civic Hospital (Kitchissippi Ward) und West-Centretown (Somerset Ward), östlich liegen Dows See und der Campus der Carleton University, südlich liegen Fisher Heights (Knoxdale-Merivale Ward) und Carleton Heights und westlich liegen Central Park und Carlington (jeweils River Ward). Begrenzt wird das 427 ha große Gelände durch die Carling Avenue im Norden, den Rideau Canal im Osten, Baseline Road im Süden und Merivale bzw. Fisher Avenue im Westen. Durchschnitten wird das Gelände durch den Prince of Wales Drive und den National Capital Commission Scenic Driveway sowie von einem Teil der Fisher Avenue. Ein Großteil der Fläche wird von Versuchsfeldern eingenommen. Außerdem zählt zur „Zentralen Versuchsfarm“ ein Arboretum und ein Versuchsgarten mit Zierpflanzen.

## Geschichte
Die „Zentrale Versuchsfarm“ wurde 1886 als Teil einer Reihe von staatlichen Versuchsfarmen angelegt. Primäres Ziel war es, Ackerbau und Viehzucht zu verbessern und an die Bedingungen im Dominion anzupassen.
Kurze Zeit später wurde 1889 das Arboretum mit zunächst 200 Bäumen durch den Direktor William Saunders und den Chef-Botaniker James Fletcher angelegt.
Ab 1905 wurde das Dominion Observatory fertiggestellt und am 17. April des gleichen Jahres eröffnet. Es war als nationales Observatorium für die Bestimmung der offiziellen Zeit in Kanada zuständig.
Seit 1988 unterstützt die Freiwilligenorganisation Freunde der Farm die Erhaltung der Anlagen als Kulturdenkmal und Naherholungsziel.
1999 wurde ein Beirat gegründet, um die Beteiligung der Öffentlichkeit am Management der Farm zu gewährleisten.
Heute wird die Farm vom Kanadischen Landwirtschaftsministerium betrieben, das gleichzeitig hier seinen Hauptsitz hat.
Einige nicht mehr landwirtschaftlich genutzte Gebäude wurden in das Museum für Landwirtschaft und Ernährung umgewandelt.

## Denkmalgeschützte Gebäude
- Dominion Observatory[7]
- K.-W.-Neatby-Gebäude
- William-Saunders-Gebäude
- Sir-John-Carling-Gebäude

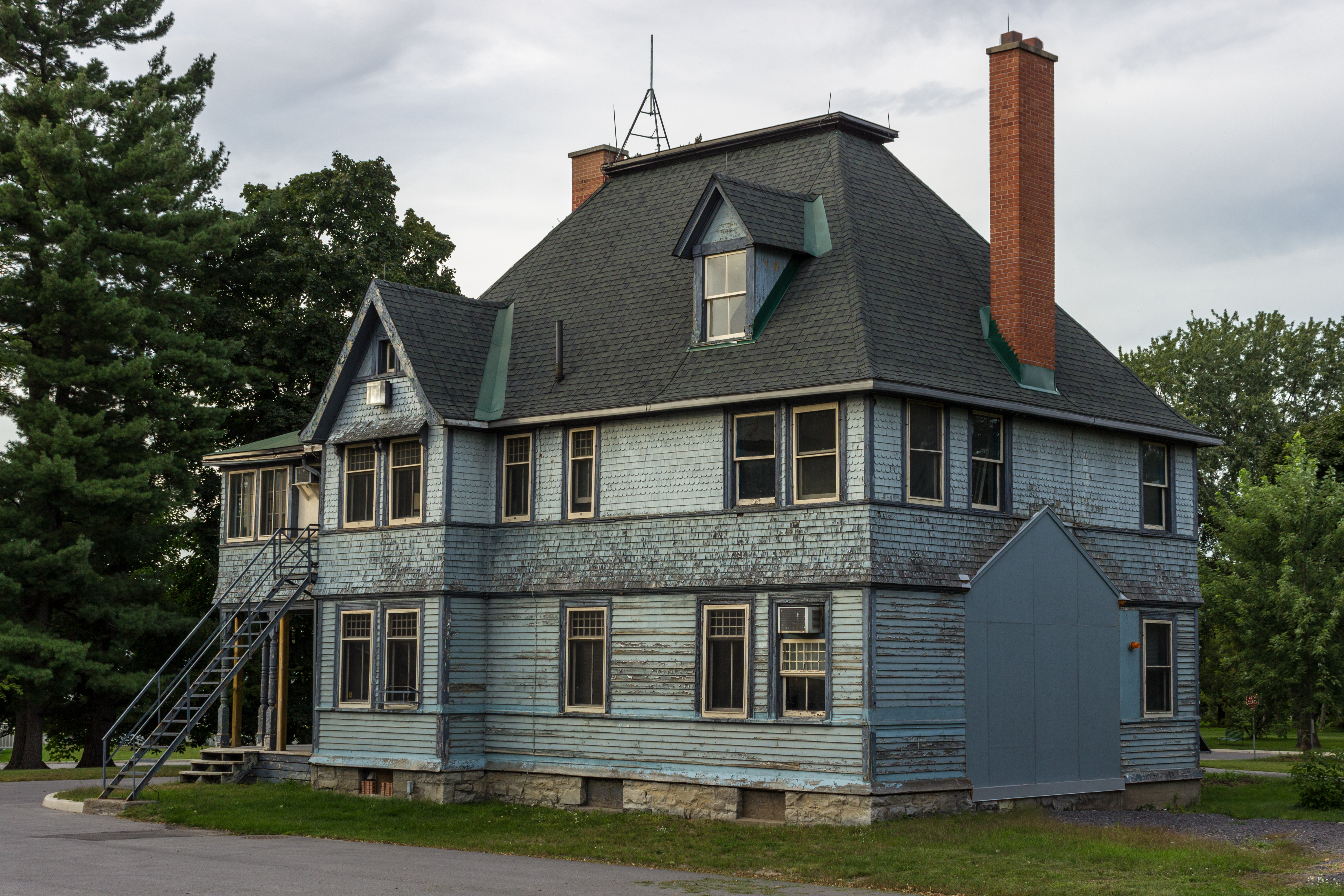
Herrschaftshaus Nr. 54, ein denkmalgeschütztes ehemaliges Wohnhaus für leitende Angestellte

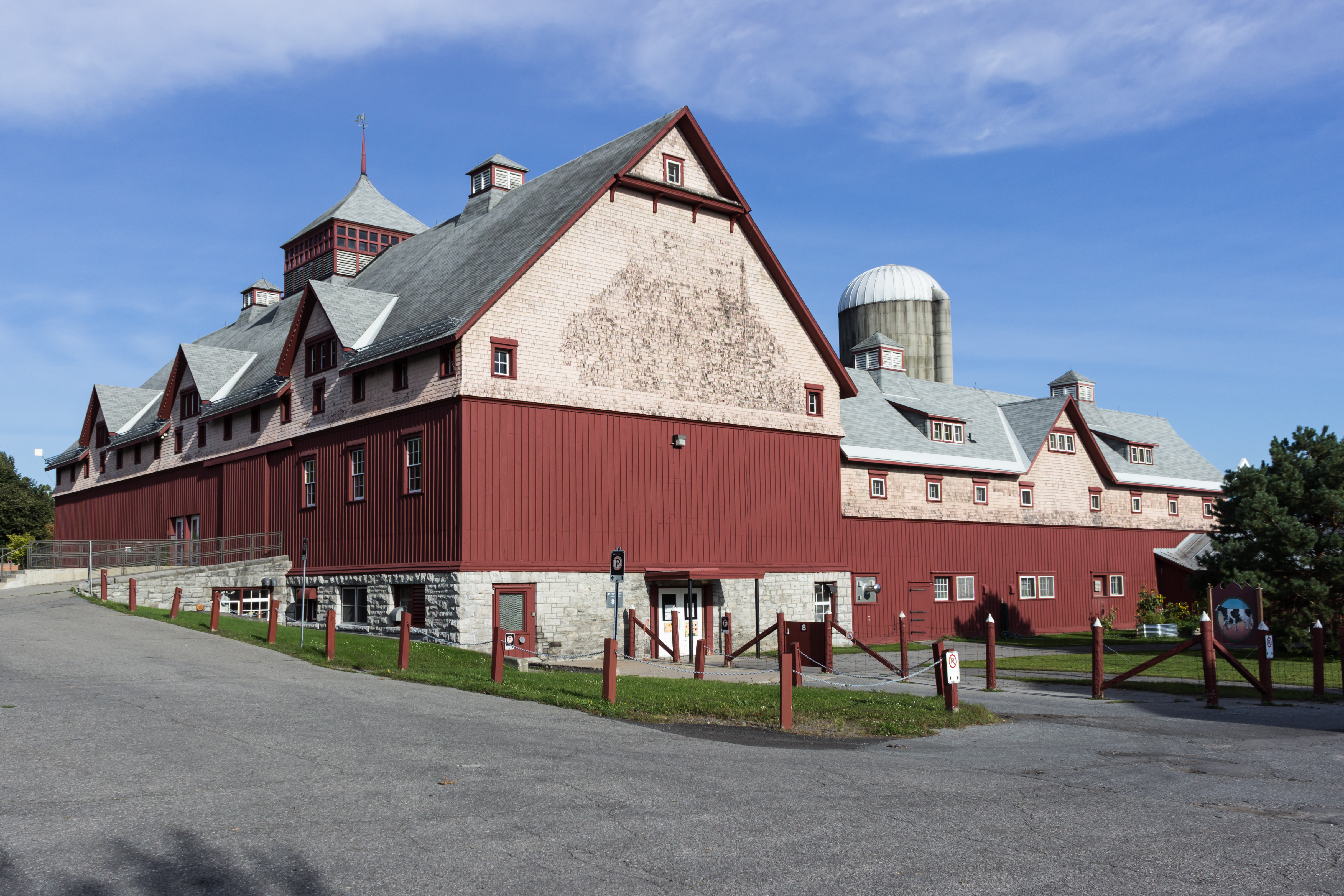
Ehemaliger Kuhstall, heute Kanadas Museum für Landwirtschaft und Ernährung

- Observatoriumshaus (Gebäude Nr. 2)
- Geophysikalisches Labor (Gebäude Nr. 3)
- Maschinenwerkstatt (Gebäude Nr. 4)
- Seismologie-Gebäude (Nr. 7)
- Labordienstleistungs-Gebäude (Nr. 22)
- Arc-Biotech-Gebäude (Nr. 34)
- Gewächshaus-Komplex (Gebäude Nr. 50)[8]
- Herrschaftshaus Nr. 54
- Gartenbau-Gebäude (Nr. 55)
- Lagergebäude (Nr. 56)
- Milchwirtschafts-Anbau (Gebäude Nr. 57)
- Ernährungsgebäude (Nr. 59)
- Herrschaftshaus Nr. 60
- Gartenbau-Gebäude (Nr. 74)
- Getreide-Gebäude (Nr. 75)
- Getreidescheune (Gebäude 76)
- Umtopfschuppen (Gebäude Nr. 77)
- Großer Kuhstall (Gebäude Nr. 88, heute als Museum genutzt)
- Schweinestall (Nr. 91)
- Ingenieurwissenschaftliches Forschungsgebäude[9] (Nr. 94)
- Kleiner Kuhstall (Gebäude Nr. 95)
- Zimmermannswerkstatt (Gebäude Nr. 98)
- Süd-Azimuth-Gebäude
- Photo-Equatorial-Gebäude